# (455502) 2003 UZ413
(455502) 2003 UZ413, também escrito como (455502) 2003 UZ413, é um objeto transnetuniano que está localizado no Cinturão de Kuiper, uma região do Sistema Solar. Este corpo celeste é classificado como um plutino, pois, o mesmo está em uma ressonância orbital de 2:3 com o planeta Netuno. Ele possui uma magnitude absoluta de 4,2 e tem um diâmetro estimado com cerca de 636 km. É provável que seja grande o suficiente para ser um planeta anão. O astrônomo Mike Brown lista este objeto em sua página na internet como um candidato a possível planeta anão.

## Descoberta
(455502) 2003 UZ413 foi descoberto no dia 21 de outubro de 2003 no Observatório Palomar. Foi observado 30 vezes ao longo de 10 oposições em imagens que nos remonta ao ano de 1954.

## Órbita e rotação
A órbita de (455502) 2003 UZ413 tem uma excentricidade de 0,222 e possui um semieixo maior de 39,185 UA. O seu periélio leva o mesmo a uma distância de 30,499 UA em relação ao Sol e seu afélio a 47,872 UA. (455502) 2003 UZ413 está bloqueado em ressonância orbital de 2:3 com Netuno, o que significa que, quando ele faz duas voltas em torno do Sol, Netuno faz exatamente três.
O objeto gira muito rápido. Na verdade, com um período de cerca de 4,1 horas, é o movimento de rotação mais rápido do cinturão de Kuiper após o planeta anão Haumea.

## Características físicas
O tamanho de (455502) 2003 UZ413 não é conhecido, mas uma estimativa razoável é de cerca de 600 km. Devido à sua rápida rotação ele deve ter uma densidade maior do que 0,72 g/cm3. Estável com elipsoides com um eixo razão de a/b ≥ 1,13 ± 0,03 como se conclui da sua amplitude da curva de luz Δm = 0,13 ± 0,03, existem para densidades no intervalo de 2,29−3,00 g/cm3.
Na luz visível este objeto é neutro ou ligeiramente de cor vermelha e tem um espectro de refletância inexpressivo plano.